# UFC Fight Night: Tuivasa vs. Tybura
UFC Fight Night: Tuivasa vs. Tybura (también conocido como UFC Fight Night 239, UFC on ESPN+ 97 y UFC Vegas 88) fue un evento de artes marciales mixtas producido por Ultimate Fighting Championship que se llevó a cabo el 16 de marzo de 2024, en el UFC Apex, en Las Vegas, Nevada, Estados Unidos.

## Antecedentes
Una pelea de peso pesado entre Tai Tuivasa y Marcin Tybura estaba programada para UFC 298.  Sin embargo, la pelea fue trasladada para encabezar este evento.
Se esperaba que en el evento se llevara a cabo una pelea de peso gallo entre Charalampos Grigoriou y Toshiomi Kazama.  Sin embargo, Kazama se retiró y fue reemplazado por Chad Anheliger. 
Se esperaba que Thiago Moisés y Brad Riddell se enfrentaran en una pelea de peso ligero en el evento.  Sin embargo, Riddell se retiró a mediados de febrero debido a razones no reveladas.  Fue reemplazado por el recién llegado promocional Mitch Ramirez. 
En el pesaje, tres luchadores fallaron en el peso:
- Natan Levy pesó 156,5 libras, media libra por encima del límite de peleas sin título de peso ligero.
- Chelsea Chandler pesó 137 libras, una libra por encima del límite de pelea sin título de peso gallo.
- Danny Silva pesó 148,5 libras, dos libras y media por encima del límite de pelea sin título de peso pluma.

Las tres peleas se desarrollaron en peso acordado. Cada luchador fue multado con el 20% de sus ganancias individuales, que fueron para sus oponentes Mike Davis, Josiane Nunes y Joshua Culibao respectivamente. 

## Resultados
1. ↑  Un golpe accidental en el ojo hizo que Loosa no pudiera continuar.

## Bonificaciones
Los siguientes peleadores recibieron bonos de $50.000. 
- Pelea de la Noche: No se otorgaron bonos.
- Actuación de la Noche: Marcin Tybura, Macy Chiasson, Jafel Filho y Jaqueline Amorin